# Apollodoro di Seleucia
Apollodoro di Seleucia, citato anche come Apollodoro di Seleucia sul Tigri (in greco antico: Ἀπολλόδωρος?, Apollódoros; II secolo a.C.), è stato un filosofo greco antico stoico.

## Pensiero e opere
Vissuto intorno al 150 a.C., fu allievo di Diogene di Seleucia.  Fu autore di numerosi manuali (εἰσαγωγαί) sullo stoicismo, tra cui uno sull'etica e uno sulla fisica frequentemente citati da Diogene Laerzio.
Apollodoro è noto per aver definito il cinismo «la via breve per la virtù» e potrebbe essere stato il primo stoico dopo l'epoca di Zenone a tentare una conciliazione sistematica dello stoicismo con il cinismo. La lunga descrizione del cinismo fatta da Diogene Laerzio, presentata dal punto di vista stoico, potrebbe derivare da Apollodoro  ed è possibile che fosse il primo stoico a proporre una "linea" di successione cinica da Socrate a Zenone .
Il suo libro sulla fisica era ben noto nell'antichità: è riportato varie volte negli scritti di Diogene Laerzio e lo stoico Teone di Alessandria ne scrisse un commento nel I secolo d.C.